# Kulvevaara
Kulvevaara är kullar i Finland.   De ligger i landskapet Kajanaland, i den östra delen av landet, 500 km nordost om huvudstaden Helsingfors. Kulvevaara ligger vid sjön Salmilampi.